# Parafia św. Wojciecha Biskupa i Męczennika w Nowym Dworze
Parafia świętego Wojciecha Biskupa i Męczennika w Nowym Dworze – parafia rzymskokatolicka znajdująca się w archidiecezji warmińskiej, w dekanacie Szczytno.